# Saint-Étienne-lès-Remiremont
Pour les articles homonymes, voir Saint-Étienne (homonymie).
Saint-Étienne-lès-Remiremont est une commune française située dans le département des Vosges en région Grand Est. Elle fait partie de l'aire d'attraction de Remiremont.
Ses habitants sont appelés les Stéphanois.

## Géographie

### Localisation
La ville se situe à la confluence de la Moselle et de la Moselotte,,.
Une partie de la commune se trouve dans un site inscrit par arrêté du 24 janvier 1944, à cheval sur les communes de Remiremont et Saint-Étienne-lès-Remiremont et sur lequel se trouve la chapelle de la Madeleine, dédiée à Sainte Marie-Madeleine.
Contigüe, mais séparée de Remiremont, par la Moselle, la commune se trouve à 29 km d'Épinal, 19 km de Plombières-les-Bains, 26 km de La Bresse et 28 km de Gérardmer.

### Hameaux-lieux dits
- La Suche[5].
- Seux[6].
- Révillon[7].
- Domaine Saint Romaric.
- Le Saint-Mont[8].

| Éloyes                                        | Éloyes Tendon                | Tendon                   |
| Saint-Nabord                                  | Saint-Étienne-lès-Remiremont | Cleurie Saint-Amé        |
| Remiremont Plombières-les-Bains Le Val d'Ajol | Girmont-Val-d'Ajol           | Dommartin-lès-Remiremont |

### Géologie et relief
La commune se compose de 283,77 hectares de territoires artificialisés (8,36 %), 631,13 hectares de territoires agricoles (18,60 %) et 2 478,41 hectares de forêts et milieux semi-naturels (73,04 %).
La superficie de la commune est de 3 381 hectares ; son altitude varie entre 370 et 819 mètres.
La forêt occupe donc plus de 70 % du terrain communal, couvrant deux massifs opposés dont l'un, le Fossard, situé au nord, culmine à 819 m.
Espaces naturels :
 * Deux espaces protégés Hors Natura 2000 :
La moutière,
Rochers à serpentine et prairie.
- Deux espaces protégés Natura 2000 :

Confluence Moselle - Moselotte,
Massif vosgien.
- Six zones naturelles d'intérêt écologique, faunistique et floristique (Znieff) :

Forêt domaniale de Fossard et tourbière à Tendon,
Massif vosgien,
Confluence Moselle-Moselotte à Remiremont,
Plateau en forêt domaniale des Fossard à Saint-Étienne-lès-Remiremont,
Vallée de la Moselle de la source à Épinal,
Vôge et Bassigny.
- Inventaire national du patrimoine géologique :

 Modelés glaciaires et blocs erratiques de Cleurie la Charme.
Le site du Massif vosgien, inscrit au titre de la loi du 2 mai 1930, regroupe 14 Schémas de cohérence territoriale (SCOT) qui ont tout ou partie de leur territoire sur le périmètre du Massif des Vosges.

### Hydrographie et les eaux souterraines
Hydrogéologie et climatologie : Système d’information pour la gestion des eaux souterraines du bassin Rhin-Meuse :
Territoire communal : Occupation du sol (Corinne Land Cover); Cours d'eau (BD Carthage),
Géologie : Carte géologique; Coupes géologiques et techniques,
 Hydrogéologie : Masses d'eau souterraine; BD Lisa; Cartes piézométriques.
Au cours du XXe siècle, deux crues importantes sont à signaler à Remiremont et Saint-Étienne-lès-Remiremont. L'une s'est produite en décembre 1947. 77 ménages, représentant 267 personnes avaient subi des dégâts à la suite de ces inondations. La seconde, d'une ampleur plus faible que la crue de 1947, a eu lieu en février 1990. Elle a eu notamment pour conséquence d'inonder le site industriel des filatures de la Madelaine, provoquant ainsi d'importants dégâts.
C'est la conséquence du lac depuis la moraine frontale d'un glacier qui butait sur les roches de Noirgueux, la Moselle prenant alors pour déversoir un passage à Raon-aux-Bois qui devint la Niche.
À la Suche, sur la commune de Saint-Étienne-lès-Remiremont, le ruisseau de Purifaing vient lui aussi buter sur le pied de la moraine, ouvrant des brèches, creusant le sable au pied des rochers de Noirgueux et entraînant les remblais qui forment bouchon.
Mais, assez curieusement, il faudra les importantes crues dans le Vaucluse qui, le 1er octobre 1993, avaient causé d’importants dégâts dans la région de Bollène et de Valréas pour que soit engagée une réflexion plus générale sur les politiques de prévention des inondations incluant nos vallées.
Un plan de prévention du risque inondation a finalement été arrêté par le préfet des Vosges le 18 novembre 2008,. Le PPRI reçu en mairie le 9 décembre 2008 implique que la limite des zones affectées de l’indice « i » devant coïncider exactement avec les limites du PPRI. Ces modifications sont alors actées par une modification du PLU.
Un syndicat intercommunal de la Moselle, qui regroupe neuf communes dont une seulement n'est pas riveraine de la Voie Ferrée, a été créé le 10 juin 1999, pour la remise en état du cours et seuils de rivière de la Moselle et de la Moselotte.
La plupart des communes se sont équipées de stations d’épuration, et la loi sur l'eau et le droit de l'environnement sont fort heureusement devenus plus contraignants pour sauvegarder l'environnement et la protection de l’eau.

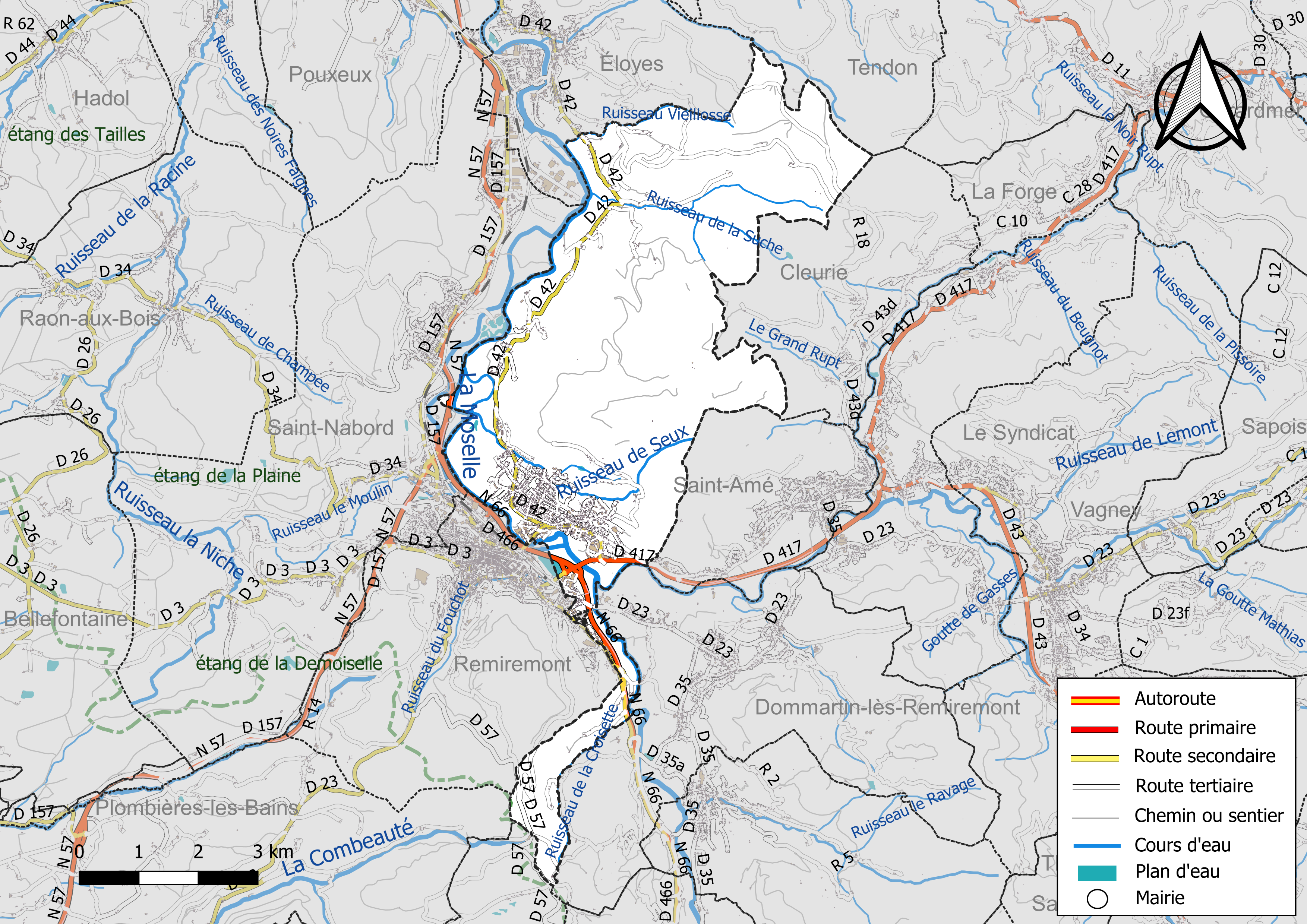
Réseaux hydrographique et routier de Saint-Étienne-lès-Remiremont.

Réseaux d'eau traversant la commune : 
- La Moselle[34],
- La Moselotte[35],
- Rigole d'alimentation du Reservoir de Bouzey[36],
- Ruisseau de la Borne Martin[37],
- Ruisseau de Seux[38],
- Goutte de la Mousse[39],
- Ruisseau de Crebimont[40],
- Ruisseau de la Croisette[41],
- Ruisseau de la Suche[42],
- Ruisseau de l'Etang de Xenois[43].

### Climat
Pour des articles plus généraux, voir Climat du Grand Est et Climat des Vosges.
En 2010, le climat de la commune est de type climat de montagne, selon une étude du Centre national de la recherche scientifique s'appuyant sur une série de données couvrant la période 1971-2000. En 2020, Météo-France publie une typologie des climats de la France métropolitaine dans laquelle la commune est exposée à un climat semi-continental et est dans la région climatique Vosges, caractérisée par une pluviométrie très élevée (1 500 à 2 000 mm/an) en toutes saisons et un hiver rude (moins de 1 °C).
Pour la période 1971-2000, la température annuelle moyenne est de 10,1 °C, avec une amplitude thermique annuelle de 16,8 °C. Le cumul annuel moyen de précipitations est de 1 630 mm, avec 13,1 jours de précipitations en janvier et 11,1 jours en juillet. Pour la période 1991-2020, la température moyenne annuelle observée sur la station météorologique de Météo-France la plus proche, « Vagney », sur la commune de Vagney à 8 km à vol d'oiseau, est de 8,8 °C et le cumul annuel moyen de précipitations est de 1 472,7 mm. 
La température maximale relevée sur cette station est de 34,5 °C, atteinte le 25 juillet 2019 ; la température minimale est de −19,4 °C, atteinte le 20 décembre 2009,,.
Les paramètres climatiques de la commune ont été estimés pour le milieu du siècle (2041-2070) selon différents scénarios d'émission de gaz à effet de serre à partir des nouvelles projections climatiques de référence DRIAS-2020. Ils sont consultables sur un site dédié publié par Météo-France en novembre 2022.

### Voies de communication et transports
Que s'est-il passé depuis janvier 1971 ? (date d'achèvement des études de faisabilité pour la réalisation du parc nautique sur le site du plan d’eau de Noirgueux) :
- les voies rapides d'accès ont été réalisées de Nancy / Épinal à Remiremont (le tracé a respecté les perspectives de projet de lac en « canalisant » la face nord de celui-ci, et d'autres voies sont en cours (vers La Bresse, Bâle-Mulhouse et la Franche-Comté). La réalisation intelligente de la voie express a également canalisé la Moselle en réduisant les zones inondables, ce qui a permis par la même occasion de restituer des terrains à vocation industrielle ;
- le tunnel de Sainte-Marie-aux-Mines a été mis aux normes européennes, ce qui ouvre de réelles perspectives de développement interrégionaux et transfrontaliers ;
- le canal de l'Est qui, avec ses 394 km en deux parties, était le plus long de France, est - semble-t-il - bien entretenu. Dans un but de promotion touristique, les tronçons ont été renommés respectivement canal des Vosges et canal de la Meuse[52],[53] ;
- une voie verte des Hautes-Vosges a été créée en utilisant notamment l'ancienne voie ferrée de la ligne d'Épinal à Bussang, qui desservait la haute vallée de la Moselle, quasiment jusqu'à la source de la Moselle.

#### Transports en commun
- Réseau régional de transports en commun « Fluo Grand Est »[54].
- Après le TGV qui desservait la gare de Remiremont, la LGV Est européenne (Ligne à Grande Vitesse) est devenue une réalité. Ce qui réduit les durées des trajets Remiremont - Paris à 2 h 45, en assurant ainsi un réel désenclavement des vallées ;
- Gare routière de Remiremont[55].

## Urbanisme

### Typologie
Au 1er janvier 2024, Saint-Étienne-lès-Remiremont est catégorisée petite ville, selon la nouvelle grille communale de densité à sept niveaux définie par l'Insee en 2022.
Elle appartient à l'unité urbaine de Remiremont, une agglomération intra-départementale regroupant six  communes, dont elle est une commune de la banlieue,,. Par ailleurs la commune fait partie de l'aire d'attraction de Remiremont, dont elle est une commune du pôle principal,. Cette aire, qui regroupe 12 communes, est catégorisée dans les aires de moins de 50 000 habitants,.

### Occupation des sols
L'occupation des sols de la commune, telle qu'elle ressort de la base de données européenne d’occupation biophysique des sols Corine Land Cover (CLC), est marquée par l'importance des forêts et milieux semi-naturels (73,2 % en 2018), une proportion identique à celle de 1990 (73,2 %). La répartition détaillée en 2018 est la suivante :
forêts (73,2 %), prairies (12,6 %), zones urbanisées (7,1 %), zones agricoles hétérogènes (5,9 %), zones industrielles ou commerciales et réseaux de communication (1,2 %). L'évolution de l’occupation des sols de la commune et de ses infrastructures peut être observée sur les différentes représentations cartographiques du territoire : la carte de Cassini (XVIIIe siècle), la carte d'état-major (1820-1866) et les cartes ou photos aériennes de l'IGN pour la période actuelle (1950 à aujourd'hui).

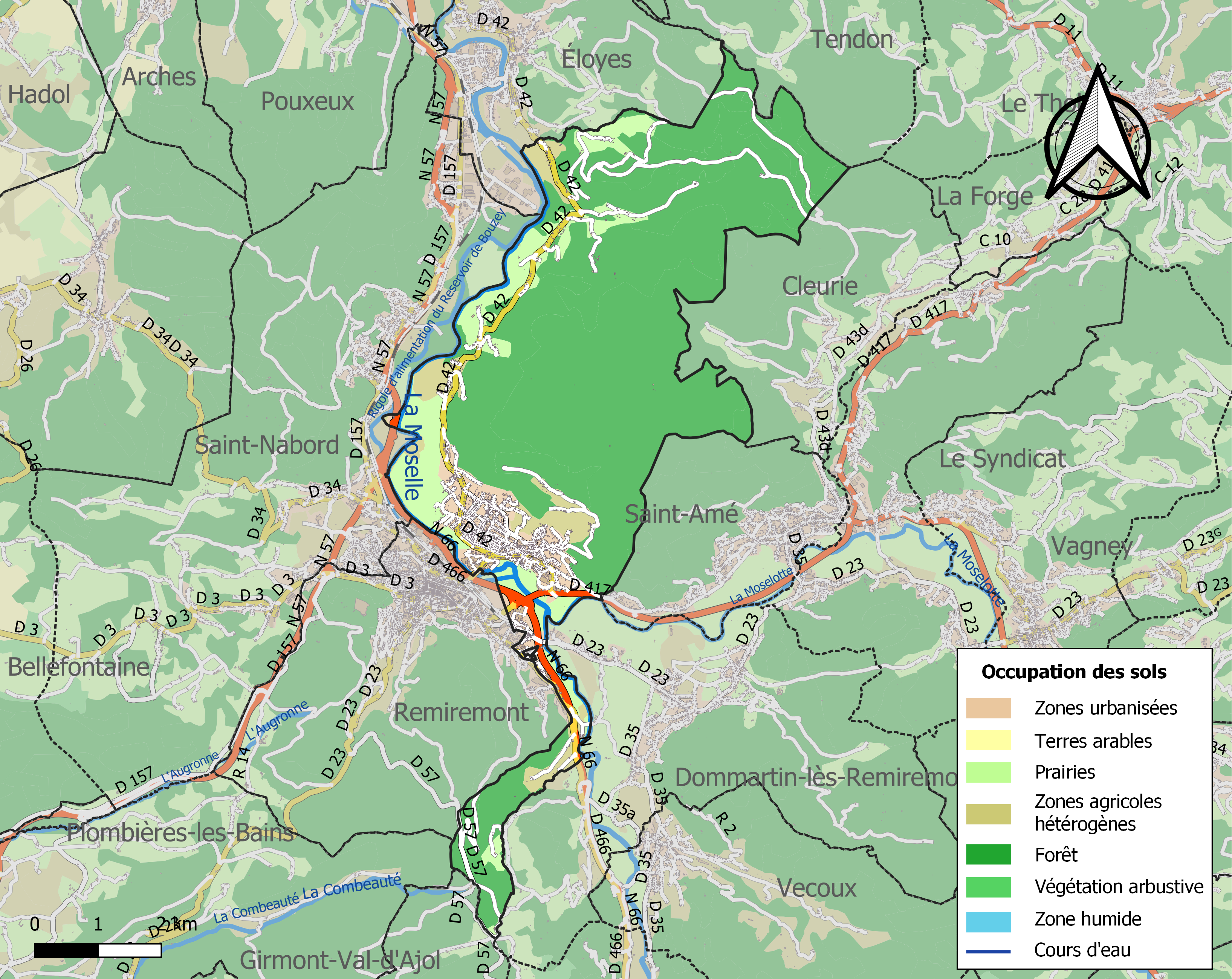
Carte des infrastructures et de l'occupation des sols de la commune en 2018 (CLC).

### Morphologie urbaine

#### Une commune où l'intercommunalité a été prépondérante
Dès 1947, la commune demande l’établissement d’un plan d’aménagement et d’urbanisme en cherchant à y associer les communes de Remiremont et Saint-Nabord, afin de réaliser les équipements nécessaires à l’agglomération dans son ensemble.
En 1852, le préfet des Vosges, à la demande de la ville de Remiremont qui a décidé de construire un nouvel abattoir en amont du Pont-le-Prieur,,,, rive droite de la Moselle, sur un terrain que lui a cédé à M. Henry Géliot, décide d’annexer cette parcelle de terrain située une partie du territoire de la commune de Saint-Étienne dont la limite naturelle est la Moselle.
Un projet de fusion avec la ville de Remiremont a été élaboré en mai 1954, mais celui-ci a été refusé par cette dernière. Une communauté de communes de la Porte des Hautes-Vosges sera finalement créée le 1er janvier 2004. Elle regroupe cinq communes : Dommartin-lès-Remiremont, Remiremont, Saint-Étienne-lès-Remiremont, Saint-Nabord et Vecoux. Le projet de schéma départemental a proposé en 2011 d’inclure dans son périmètre la commune d'Éloyes dans la communauté de communes.
1971 est la date à laquelle les études de faisabilité pour la réalisation du parc nautique sur le site du plan d’eau dit lac de Noirgueux ont été achevées. Mais le projet, pourtant prévu au plan d'occupation des sols, n'a pas, à ce jour, abouti. Le plan d’occupation des sols, qui a précédé l’institution d’un Plan local d’urbanisme indiquait, pour la zone Noirgueux, au chapitre III du Règlement applicable à la zone III NA (Caractère de la zone III NA) « Zone naturelle non équipée, destinée à une urbanisation ultérieure dans le cadre de l’aménagement d’un plan d’eau et des équipements sportifs, touristiques et en général de loisirs qui y sont liés. L’aménagement de la zone III NA sera possible dans le cadre d’une ZAC ou, à défaut, dès la réalisation après modification du POS d’opérations s’inscrivant dans un plan d’aménagement d’ensemble ». Mais l'institution du PLU le 5 décembre 2008 n'a pas maintenu ce zonage.
En 2023, le Maire de Remiremont lance l'idée de fusionner sa commune avec Saint-Étienne-lès-Remiremont et Saint-Nabord.
Les crues importantes de la Moselle, les 14 et 15 février 1990, ont occasionné des dommages importants aux filatures de la Madelaine.

#### L'évolution de l'urbanisme
Le plan d'urbanisme du Plateau de la May approuvé en 1961, qui avait permis la construction de 100 logements HLM et la mise en preuve d'une politique d'urbanisation fixant des perspectives d'installations collectives, a été le point de départ de l'évolution de l'urbanisme de la commune et la réalisation d'équipements publics :
En 1966, deux projets importants aboutissent : la construction de deux réservoirs et d’une station de pompage et l’agrandissement du réseau d’eau de la commune. Parallèlement l’électrification des derniers écarts de Saint-Étienne-lès-Remiremont est réalisée.
Un périmètre de protection des ouvrages de captage d'eau potable a été arrêté par le préfet des Vosges le 12 juillet 2010. Le besoin de protéger la station de pompage et l'eau de la Moselle de tout risque de pollution a été réaffirmé par l'Association de protection de l'environnement de Saint-Étienne-lès-Remiremont à l’occasion de l’installation d’une usine de bitume. Le périmètre de protection des captages d’eau potable, arrêté par monsieur le préfet des Vosges le 12 juillet 2010 disposant que les « limites des périmètres de protection et les servitudes inhérentes soient inscrites dans le PLU sous 18 mois », c'est la raison pour laquelle le zonage a justifié là aussi d'une modification du PLU. Celle-ci n'est intervenue en 2011.
Selon les rapports d'étude, les capacités de « production d’eau » répondant à l’essentiel des besoins (si on exclut celle fournies par la ville de Remiremont) la municipalité de Saint-Étienne a estimé que la priorité d’investissement serait le stockage de l’eau par la création d’un nouveau réservoir.
Un nouveau plan d’occupation des sols (POS) a été approuvé le 15 mai 1992.
En 1993, un assainissement collectif est réalisé par la commune jusqu'au lieudit Saint-Romary, en prévision de l'extension de l'urbanisation de ce secteur et pour permettre, dans l'immédiat, le raccordement des maisons du hameau et du restaurant.
Un plan local d'urbanisme (PLU) approuvé le 5 décembre 2008, dont la dernière procédure a été approuvée le 19 août 2011, succède au plan d'occupation des sols.
Le PLU a été révisé le 19 août 2011. L’enquête publique a été réalisée du 30 mai au 28 juin 2011 et un rapport établi par M. Jacky Lajoux, commissaire enquêteur,,. La zone Na, spécialement créée pour l’auberge de Saint Romary étant ainsi définie « seules sont autorisées les constructions et installations liées à la restauration » et le nouveau propriétaire envisageant la construction d’un hôtel, la municipalité estime donc qu'il y a lieu d’adapter le règlement pour répondre à cette éventualité. Cette procédure, conforme à l’article L.123-13 du code de l’urbanisme, vise donc à une modification préalable à une révision prévue pour 2012.

### Logement
En 2009, le nombre total de logements dans la commune était de 1 747, alors qu'il était de 1 613 en 1999.
Parmi ces logements, 93,0 % étaient des résidences principales, 1,6 % des résidences secondaires et 5,4 % des logements vacants. Ces logements étaient pour 61,7 % d'entre eux des maisons individuelles et pour 38,2 % des appartements.
La proportion des résidences principales, propriétés de leurs occupants était de 58,6 %, en légère hausse par rapport à 1999 (56,9 %). La part de logements HLM loués vides (logements sociaux) était de 19,2 % contre 20,4 % en 1999.

### Travaux et aménagements réalisés
- 2013 L'ancienne caserne Victor est actuellement utilisée pour des bâtiments administratifs (hôtel de ville, poste) et pour le logement collectif. La place d'Armes, terrain stabilisé où le foot a été pratiqué durant de nombreuses années, a été réaménagée pour devenir un lieu de rencontre[80].
- Maison de retraite Le Home Fleuri[81]. Cette maison de retraite a été ensuite transformée en une résidence séniors autonomes comportant 33 appartements[82].
- Ouverture des cellules commerciales de la zone de la coliche, concourant au développement de l'activité économique.

## Toponymie
Le lieu est connu dès le VIIe siècle sous le nom de Sancti Stépha. Le nom de la localité est attesté sous les formes ? « In contiguis… partibus Vosagi, in praedio Sancti Stephani » (VIIe siècle) ; Sanctum Stephanum sub Monte (1230) ; Saint Estene (1279) ; « La parroche Saint Esterne outre Moselle » (1310) ; Saint Estaine delez Remiremont (1340) ; Saint Esterne davant Remeyremont (1368) ; Sainct Estienne (XIVe siècle) ; De Sancto Stephano ultra Mosellam (1402) ; Sainct Esterne, oultre l’eau (1431) ; S. Estienne (1656) ; Saint Étienne en Vôges (XVIIIe siècle) ; Val Moselle (an II).

Saint-Étienne est un hagiotoponyme qui fait référence à un Saint Étienne. 
Au cours de la Révolution française, la commune, alors nommée simplement Saint-Étienne, porte le nom de Valmoselle.
C'est en 1937 que la précision lès-Remiremont a été ajouté au nom de la commune.

La préposition « lès » permet de signifier la proximité d'un lieu géographique par rapport à un autre lieu. En règle générale, il s'agit d'une localité qui tient à se situer par rapport à une ville voisine plus grande. La commune de Saint-Étienne indique qu'elle se situe près de Remiremont .

## Histoire
La commune fut l'enjeu des rivalités opposant les ducs de Lorraine aux chanoinesses de Remiremont.
Le monastère de femmes, transféré en 870 dans la vallée, est à l'origine de la ville. Exempté en 1070 de la juridiction épiscopale et relevant directement de l'empereur, le chapitre devient un « chapitre noble » très fermé : l'abbesse avait rang de princesse du Saint-Empire. Au XVe siècle, les ducs de Lorraine établirent leur suzeraineté sur le chapitre en prenant le titre de comtes de Remiremont, et dont l'érection de la Grande Borne marqua la fin en 1492.
Les Kyriolés. Jusqu’à la Révolution, tous les lundis de Pentecôte, huit paroisses dépendant du chapitre (Dommartin-lès-Remiremont, Ramonchamp, Rupt-sur-Moselle, Saint-Amé, Saint-Nabord, Saint-Étienne, Saulxures-sur-Moselotte et Vagney) envoyaient des jeunes filles qui se présentaient à l’église de Remiremont et y entonnaient des cantiques en français,.
À la sortie de la ville de Remiremont, à droite de la route qui conduit vers Bussang et Mulhouse se trouve la chapelle de la Madeleine. Il s’agit du centre d’une ancienne léproserie médiévale, créée lors de la seconde épidémie de lèpre en Lorraine. C’est le seul édifice qui reste de ces bâtiments. Le sol de la nef comporte plusieurs pierres tombales. La lèpre, et les guerres successives, réduisirent sa population à 60 habitants en 1710, avant qu'en 1766, Saint-Étienne — comme toute la Lorraine — devienne française.
Autorisation, sous certaines conditions, est donnée les 12 et 13 juillet 1775, par les membres de l’hôtel de ville de Remiremont, aux religieux du Saint-Mont de prendre de l’eau sur les vannes des grands moulins pour fertiliser un de leurs champs sis à la Grande-Borne.
Nommée Val Moselle sous la Révolution, elle comptait 1 322 habitants en 1804.
Le 11 octobre 1936, la commune a pris son nom actuel.
La commune a connu une expansion très importante au XXe siècle avec l'industrie textile et, jusque dans les années 1960, une agriculture florissante.
L’industrie textile a eu une forte influence sociale et culturelle sur la vie des vallées vosgiennes aux XIXe et XXe siècles, à Saint-Étienne comme ailleurs.

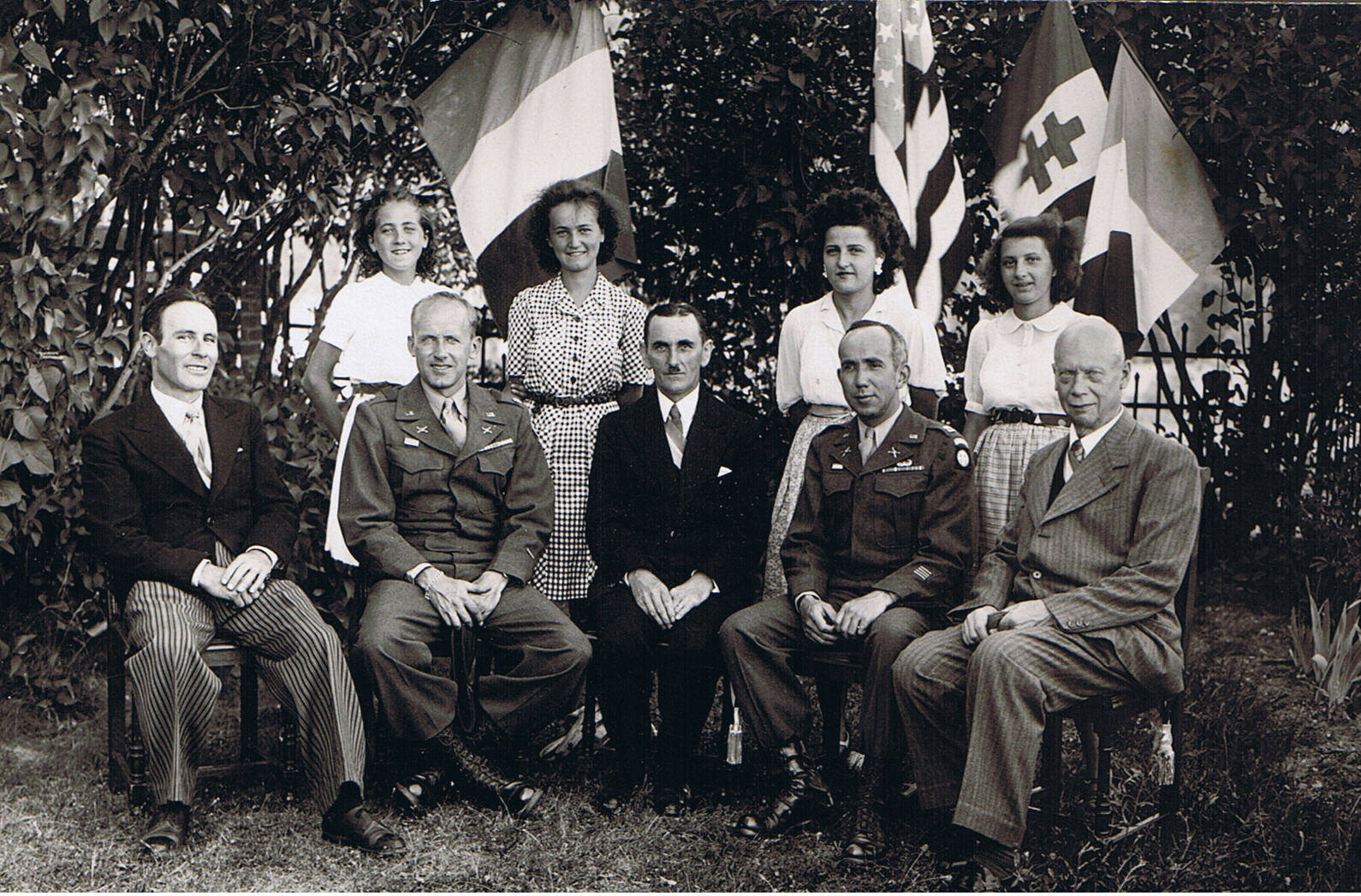
Accueil des Américains, par le maire Antoine Dinkel.

Saint-Étienne-lès-Remiremont est devenu le siège de garnisons des célèbres 5e bataillon de chasseurs à pied et 15e bataillon de chasseurs à pied.
Durant la Seconde Guerre mondiale, un groupe de résistants de la commune s’est constitué dans la région de Remiremont en unité de combat, le maquis du Haut-du-Bois, en vue de la libération du secteur contre l'occupation allemande. Ce groupe de résistants a payé un lourd tribut comme on peut le voir sur le monument aux morts.
Le 25 septembre 1944, 7 maquisards appartenant au maquis du Haut-du-Bois tombaient dans une embuscade tendue par les troupes allemandes. Aménagé en 1983, le monument de Ménafaing est un lieu de recueillement et de respect en l'honneur des 7 FFI qui y ont glorieusement trouvé la mort,.
La libération de Remiremont, d'Éloyes et de Saint-Nabord est intervenue le même jour, le 23 septembre 1944 par l’armée américaine (36e division d’infanterie). Le 25 septembre 1944, la libération de Saint-Étienne-lès-Remiremont n'a été effective qu'après la Fusillade de Ménafaing.
En mars 1945, une délégation américaine est accueillie à Saint-Étienne-lès-Remiremont.

## Politique et administration

### Tendances politiques et résultats
Avec 61,21% des voix au 2d tour de l'élection présidentielle à Saint-Étienne-lès-Remiremont, Emmanuel Macron (En Marche!) arrive à la première place. Il devance Marine Le Pen (FN) qui obtient 38,79% des suffrages exprimés.
On décompte 6,52% de votes blancs et 3% de votes nuls parmi les votants.

### Intercommunalité
La commune fait partie de la communauté de communes de la Porte des Vosges Méridionales et en est le siège.

### Budget et fiscalité de la commune
Les comptes 2011 - 2023 de la commune s'établissent comme suit,,:
| Postes                                            | 2011    | 2012    | 2013    | 2014    | 2015    | 2016    | 2017    | 2018    | 2019    | 2020    | 2021    | 2022    | 2023    |
| ------------------------------------------------- | ------- | ------- | ------- | ------- | ------- | ------- | ------- | ------- | ------- | ------- | ------- | ------- | ------- |
| Produits de fonctionnement                        | 4 168 € | 4 060 € | 4 005 € | 4 136 € | 4 002 € | 3 947 € | 4 160 € | 3 996 € | 4 075 € | 3 904 € | 4 040 € | 4 069 € | 4 222 € |
| Charges de fonctionnement                         | 3 905 € | 3 455 € | 3 598 € | 3 572 € | 3 592 € | 3 408 € | 3 391 € | 3 413 € | 3 454 € | 3 165 € | 3 385 € | 3 427 € | 3 594 € |
| Ressources d’investissement                       | 758 €   | 778 €   | 1 224 € | 1 368 € | 1 006 € | 818 €   | 1 890 € | 1 113 € | 510 €   | 1 584 € | 362 €   | 794 €   | 1 282 € |
| Emplois d’investissement                          | 600 €   | 1 046 € | 2 000 € | 1 084 € | 805 €   | 605 €   | 1 771 € | 1 482 € | 909 €   | 586 €   | 934 €   | 837 €   | 813 €   |
| Dette                                             | 3 185 € | 3 024 € | 2 854 € | 2 683 € | 2 503 € | 2 314 € | 2 516 € | 2 307 € | 1 688 € | 1 459 € | 1 212 € | 963 €   | 890 €   |
| Source : Ministère de l’Économie et des Finances. |         |         |         |         |         |         |         |         |         |         |         |         |         |

| Postes                                                                                   | en milliers d’euros | en euros par habitant | Moyenne de la strate |
| ---------------------------------------------------------------------------------------- | ------------------- | --------------------- | -------------------- |
| Taxe d’habitation (y compris THLV) : taux voté : 11,74 %                                 | 160 €               | 41 €                  | 266 €                |
| Taxe foncière sur les propriétés bâties : taux voté : 43,65 %                            | 4 517 €             | 1 157 €               | 1 324 €              |
| Taxe foncière sur les propriétés non bâties : taux voté : 31,48 %                        | 83 €                | 21 €                  | 29 €                 |
| Taxe additionnelle à la taxe foncière sur les propriétés non bâties : taux voté : 0,00 % | 0 €                 | 0 €                   | 0 €                  |
| Cotisation foncière des entreprises : taux voté : 0,00 %                                 | 0 €                 | 0 €                   | 0 €                  |
| Source : ministère de l’Économie et des Finances:                                        |                     |                       |                      |

Montant total des dettes dues par la commune en 2023 : 890 000 € pour 3 903 habitants, soit 890 € par habitant.

### Politique environnementale
Ville fleurie  avec deux fleurs attribuées par le Conseil national au Concours des villes et villages fleuris.

### Jumelages
- Vila das Aves (Portugal) depuis 1986 (décembre)[115].

## Population et société

### Démographie

#### Évolution démographique
L'évolution du nombre d'habitants est connue à travers les recensements de la population effectués dans la commune depuis 1793. Pour les communes de moins de 10 000 habitants, une enquête de recensement portant sur toute la population est réalisée tous les cinq ans, les populations de référence des années intermédiaires étant quant à elles estimées par interpolation ou extrapolation. Pour la commune, le premier recensement exhaustif entrant dans le cadre du nouveau dispositif a été réalisé en 2008.

En 2022, la commune comptait 3 814 habitants, en évolution de −0,63 % par rapport à 2016 (Vosges : −2,96 %, France hors Mayotte : +2,11 %).
| 1793  | 1800  | 1806  | 1821  | 1831  | 1836  | 1841  | 1846  | 1856  |
| ----- | ----- | ----- | ----- | ----- | ----- | ----- | ----- | ----- |
| 1 127 | 1 229 | 1 308 | 1 346 | 1 422 | 1 433 | 1 422 | 1 420 | 1 351 |

| 1861  | 1866  | 1876  | 1881  | 1886  | 1891  | 1896  | 1901  | 1906  |
| ----- | ----- | ----- | ----- | ----- | ----- | ----- | ----- | ----- |
| 1 576 | 1 572 | 1 587 | 1 729 | 1 655 | 1 775 | 3 156 | 3 289 | 3 446 |

| 1911  | 1921  | 1926  | 1931  | 1936  | 1946  | 1954  | 1962  | 1968  |
| ----- | ----- | ----- | ----- | ----- | ----- | ----- | ----- | ----- |
| 3 793 | 2 712 | 2 598 | 2 786 | 2 860 | 2 712 | 3 209 | 3 369 | 3 741 |

| 1975  | 1982  | 1990  | 1999  | 2006  | 2008  | 2013  | 2018  | 2022  |
| ----- | ----- | ----- | ----- | ----- | ----- | ----- | ----- | ----- |
| 3 936 | 4 497 | 4 085 | 4 057 | 3 919 | 3 879 | 3 848 | 3 842 | 3 814 |

Extrait de la Collection de documents inédits dans l'histoire économique de la Révolution française : Saint-Étienne : page 83 : le document fait état de 2 080 habitants en 1790 et 3 793 en 1944.

### Enseignement
La commune de Saint-Étienne-lès-Remiremont relève de l'Académie de Nancy-Metz.
- École primaire de Seux,
- École primaire du Centre,
- École élémentaire du Fossard[121],
- École maternelle La Tortue Bleue[122].
- Les établissements d'enseignement les plus proches sont à :
  - Collèges : Remiremont, Éloyes, Vagney,
  - Lycées : Remiremont,
  - Universités : Nancy, Metz, Colmar, Mulhouse.

### Manifestations culturelles et festivités
Manifestation organisées sous l’égide du Comité Municipal des Sports, de la Culture et des Loisirs :
- Reconnaissance de la marche populaire,
- Parcours du cœur,
- Fête de la musique,
- La fête du jeu[124].

### Santé
Personnels et établissements de santé :
- La commune dispose de deux médecins généralistes, d’un cabinet dentaire, d’une infirmière, d’un kinésithérapeute, d’un opticien et d'une pharmacie.
- Centre hospitalier de Remiremont, Centre hospitalier régional universitaire (CHRU) de Nancy, Groupe hospitalier de la région de Mulhouse et Sud-Alsace.

### Sports
La commune dispose d'installations sportives très complètes : 3 courts de tennis, 1 parcours sportif/sante
1 plateau-EPS, Salles polyvalentes / des fêtes / non spécialisées, skate park, terrain de football, Terrain de rugby, aire d'atterrissage, Aire de décollage, boucle de randonnée...
La ville a accueilli le Trophée de France des Jeunes Cyclistes 2015

### Cultes
- Culte catholique : Le territoire de la commune dépend de la paroisse catholique du Saint-Mont au sein du diocèse de Saint-Dié. Cette paroisse regroupe les clochers de Remiremont, Saint-Nabord et Saint-Étienne-les-Remiremont[127]. Les Stéphanois disposent de six lieux de culte :

l’église de l’Invention,
la chapelle du Saint-Mont ou mont Habend,,
la chapelle de Sainte-Sabine,
la chapelle Sainte-Claire,
la chapelle de la Madeleine, dédiée à sainte Marie-Madeleine,
la chapelle de la Suche.

## Économie

### Revenus de la population et fiscalité
En 2010, le revenu fiscal médian par ménage était de 26 802 €, ce qui plaçait Saint-Étienne-lès-Remiremont au 19 880e rang parmi les 31 525 communes de plus de 39 ménages en métropole.
Chiffres clés Revenus et pauvreté des ménages en 2021 : Médiane en 2021 du revenu disponible, par unité de consommation : 21 940 €.

### Emploi
En 2009, la population âgée de 15 à 64 ans s'élevait à 2 518 personnes, parmi lesquelles on comptait 71,9 % d'actifs dont 63,8 % ayant un emploi et 8,1 % de chômeurs.
On comptait 1 479 emplois dans la zone d'emploi, contre 1 354 en 1999. Le nombre d'actifs ayant un emploi résidant dans la zone d'emploi étant de 1 612, l'indicateur de concentration d'emploi est de 91,7 %, ce qui signifie que la zone d'emploi offre un peu moins d'un emploi par habitant actif.
Au 31 décembre 2010, Saint-Étienne-lès-Remiremont comptait 263 établissements : 19 dans l’agriculture-sylviculture-pêche, 26 dans l'industrie, 40 dans la construction, 161 dans le commerce-transports-services divers et 17 étaient relatifs au secteur administratif.
En 2011, 16 entreprises ont été créées à Saint-Étienne-lès-Remiremont, dont 7 par des autoentrepreneurs.

### Agriculture
- Agriculteurs[135],[136].
- Élevage de vaches laitières[137].
- Élevage d'autres animaux.
- Reproduction de plantes[138].

### Tourisme
- Restaurants[139],[140].
- Débits de boissons.
- Gîtes ruraux Saint Romary.
- Chambres d'hôtes.
- Gîtes de France.

#### Entreprises, commerces et services
- Commerces et services de proximité[141].
- La Brasserie artisanale des Vosges (bière de Lorraine), aussi appelée Brasserie La Madelon[142], a été créée en 2000. Elle était précédemment installée dans les murs de l'ancienne Brasserie des Vosges à Dommartin-lès-Remiremont[143].
- Le Groupe Livio, Lauréat des Ailes de cristal qui met à l'honneur les acteurs de l'économie locale et régionale en Lorraine[144].

## Culture locale et patrimoine

### Lieux et monuments

Patrimoine de la commune
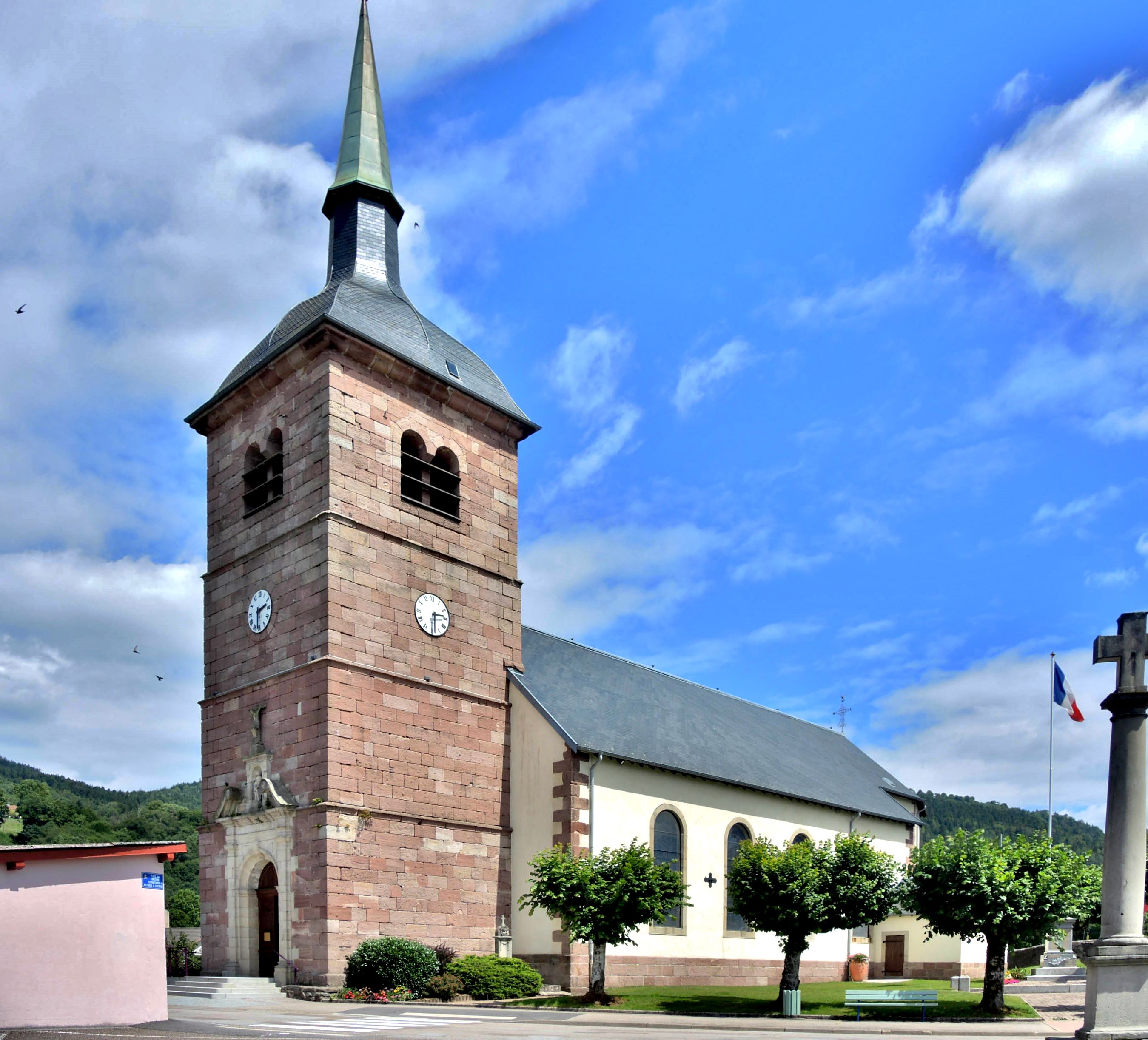
L'église de l’Invention.
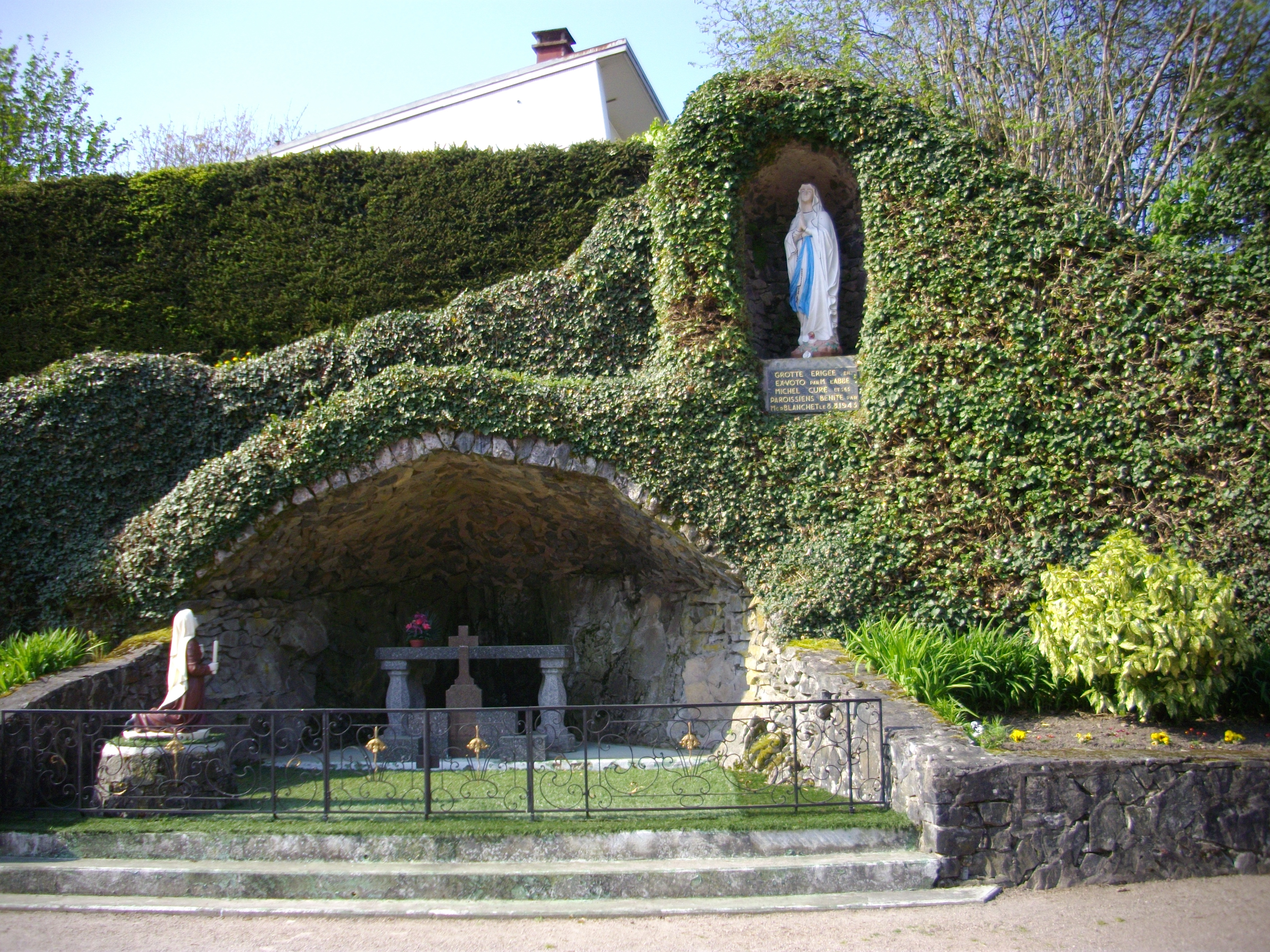
Grotte érigée en ex-voto.
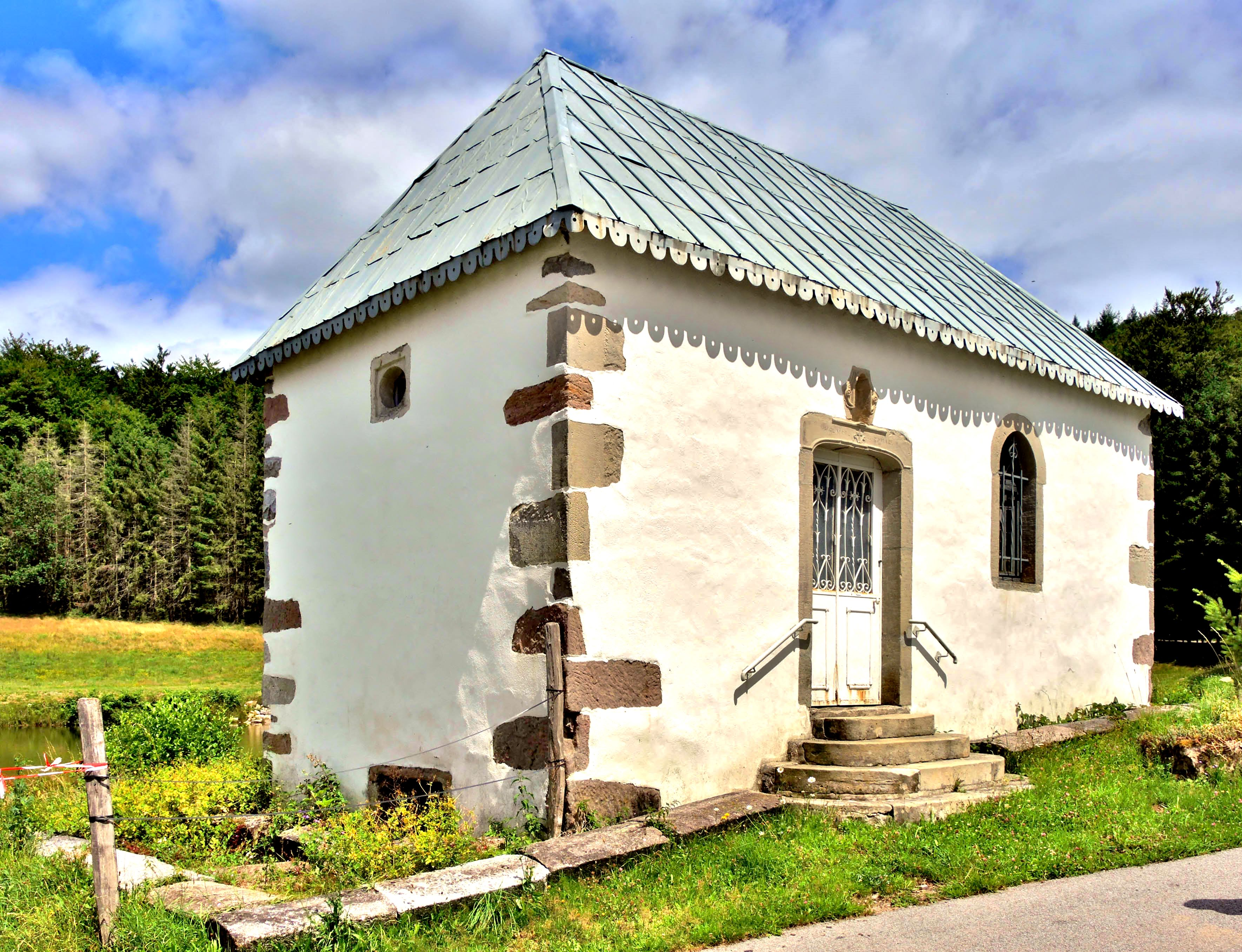
Chapelle Sainte Claire à Saint Romary.
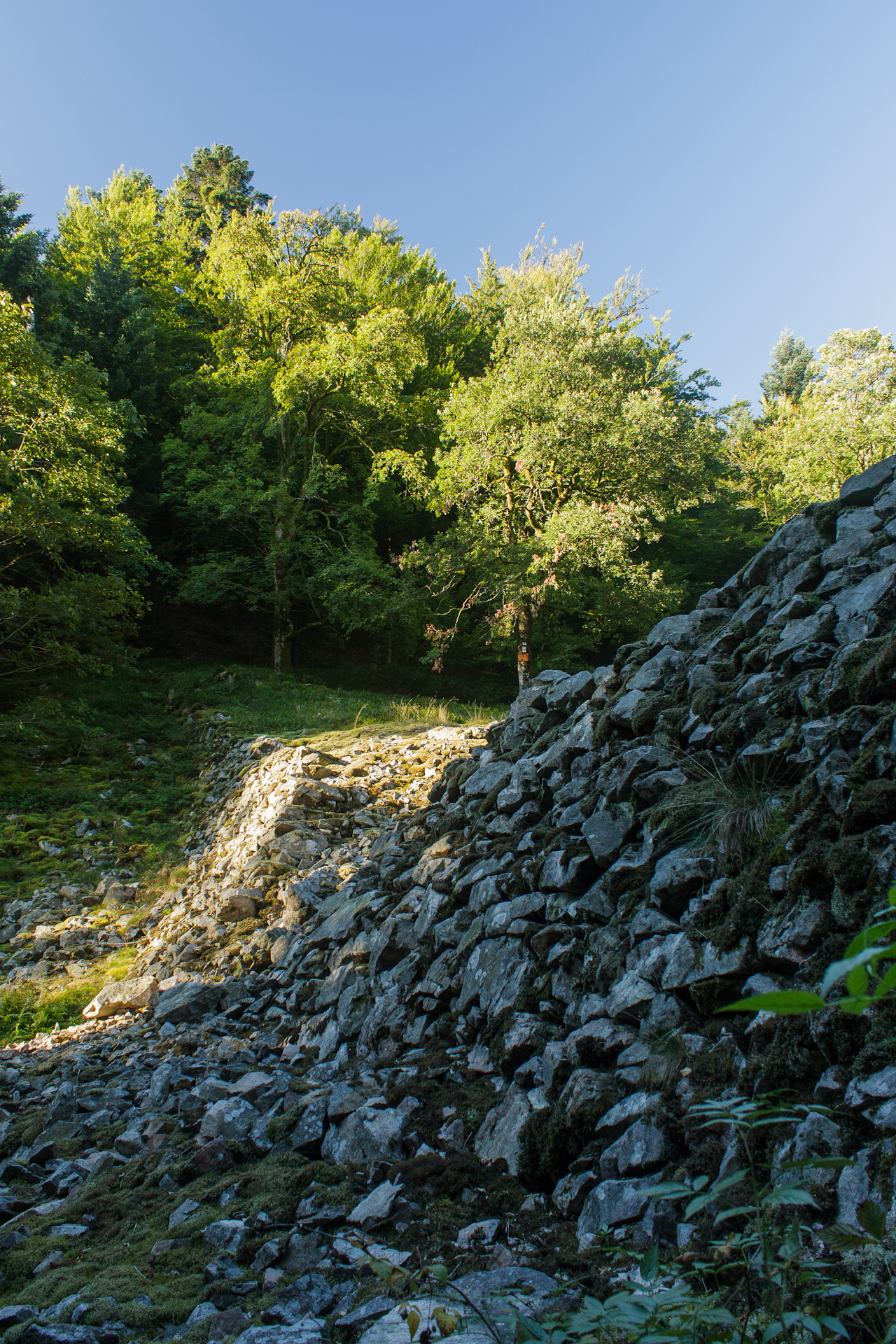
Pont des Fées[145].
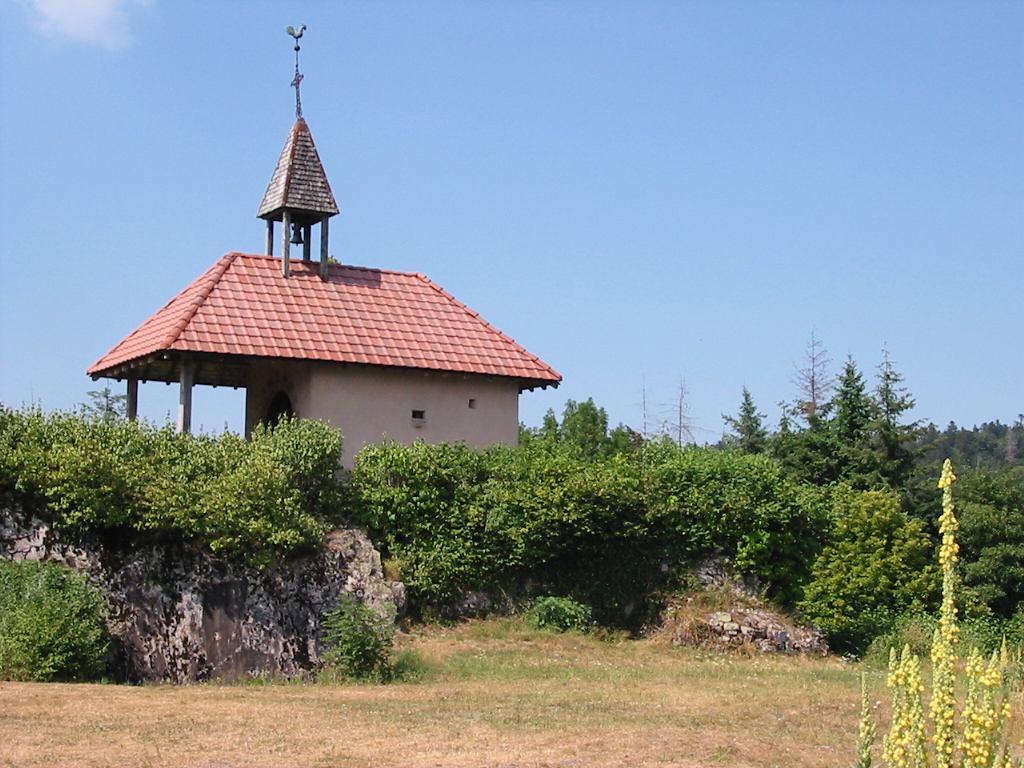
Chapelle Saint-Mont.
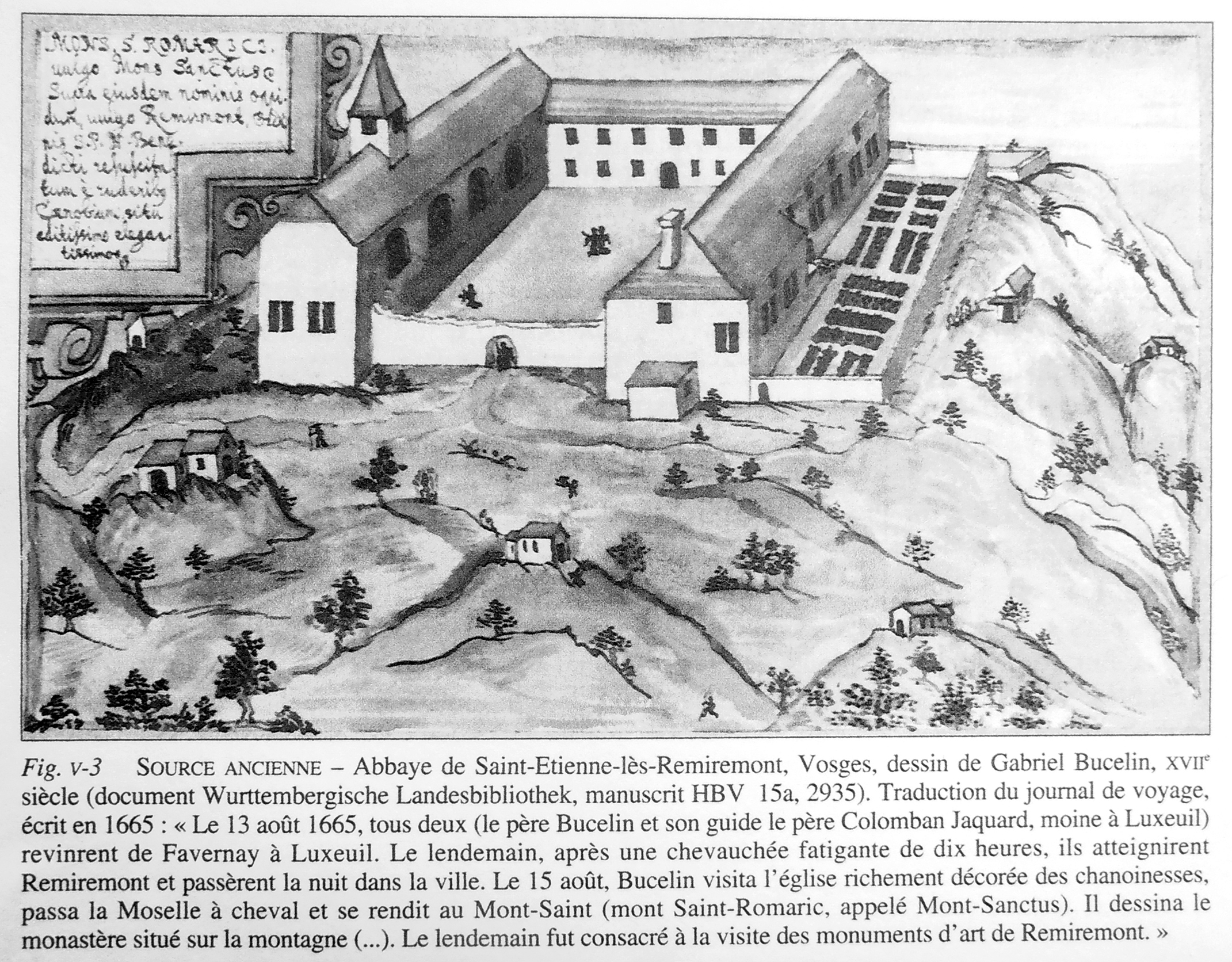
Gabriel Bucelin, L’Obituaire du Saint-Mont (1406), 1665, aquarelle.
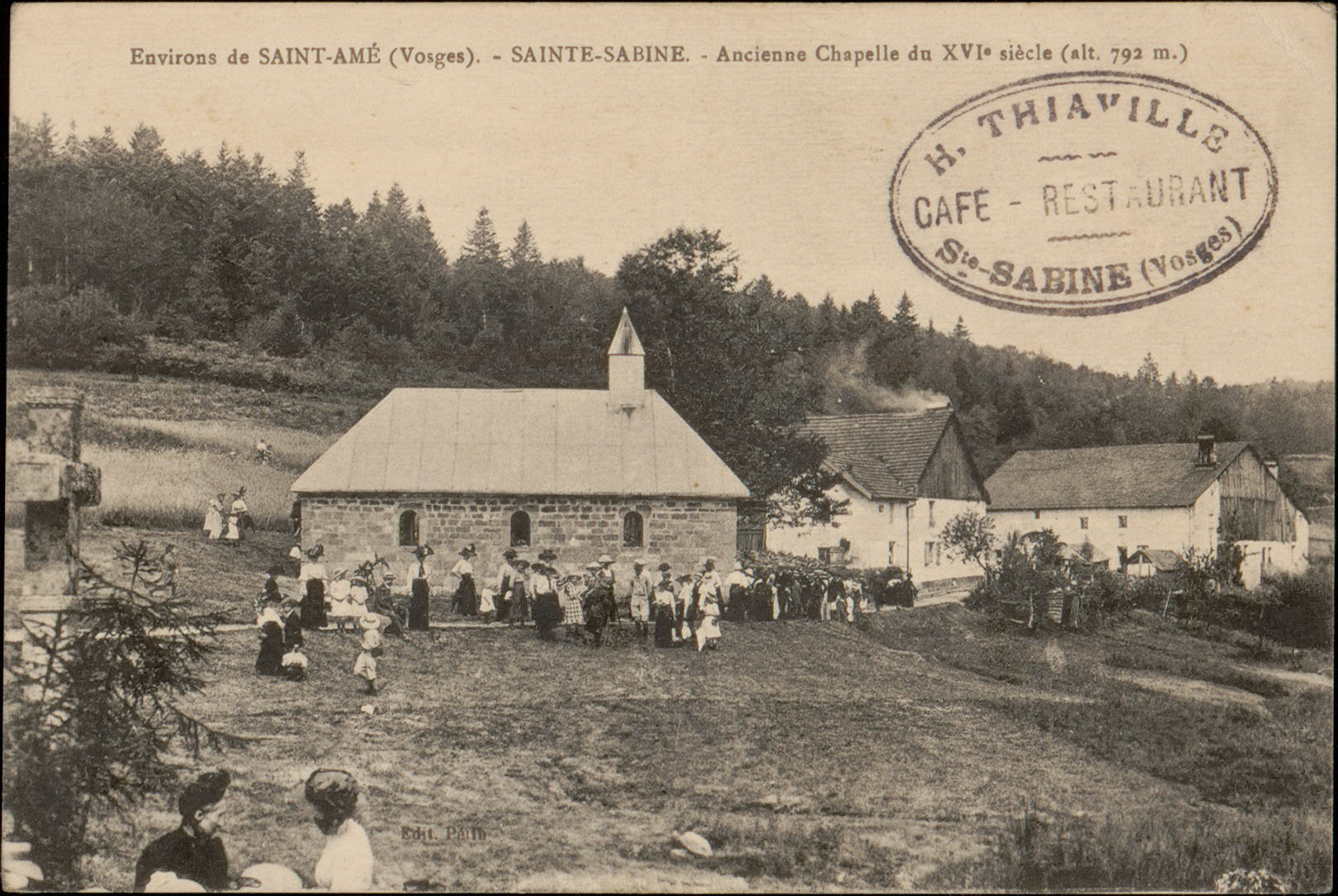
Chapelle de Sainte-Sabine.
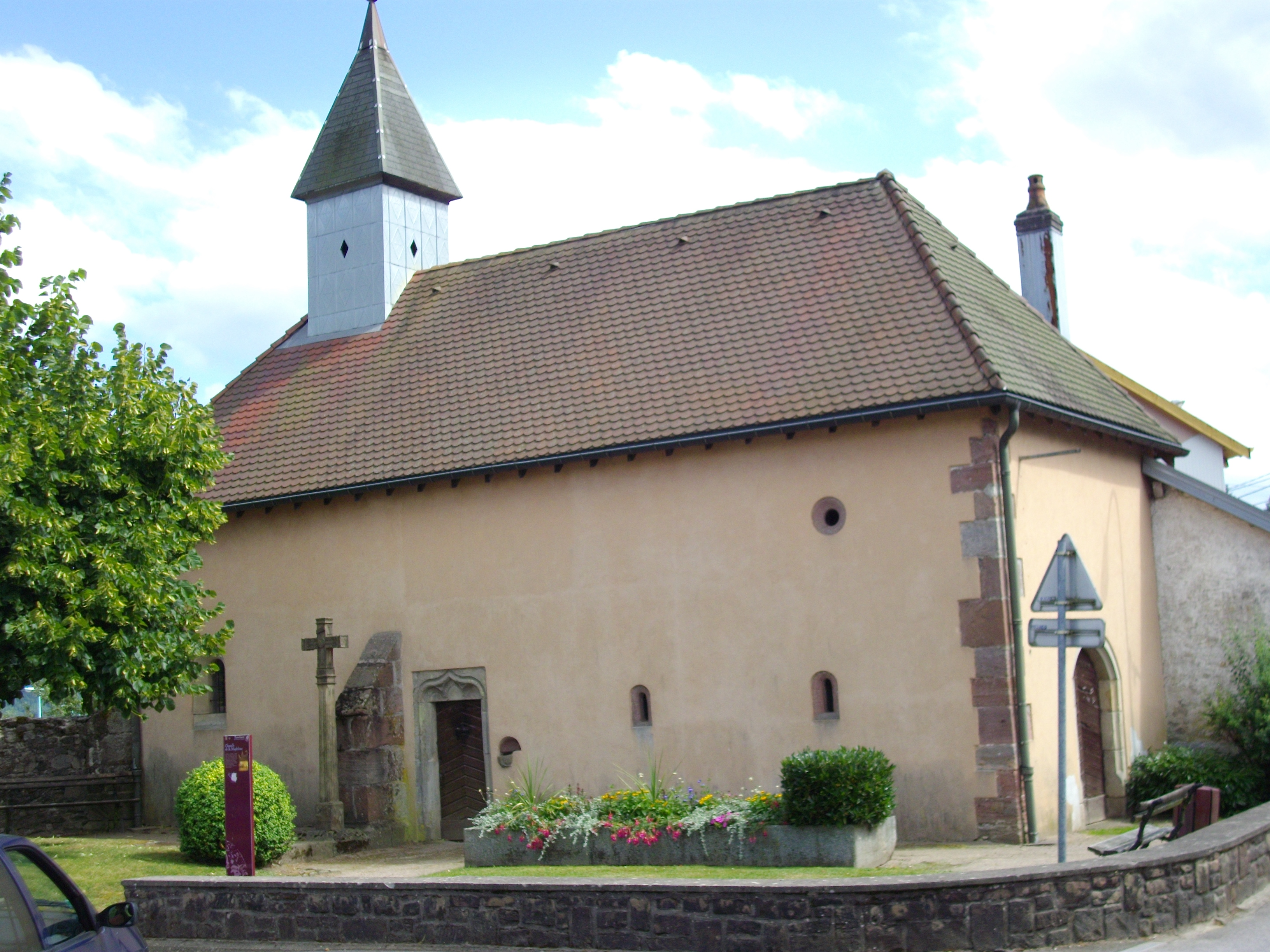
Chapelle de la Madeleine.
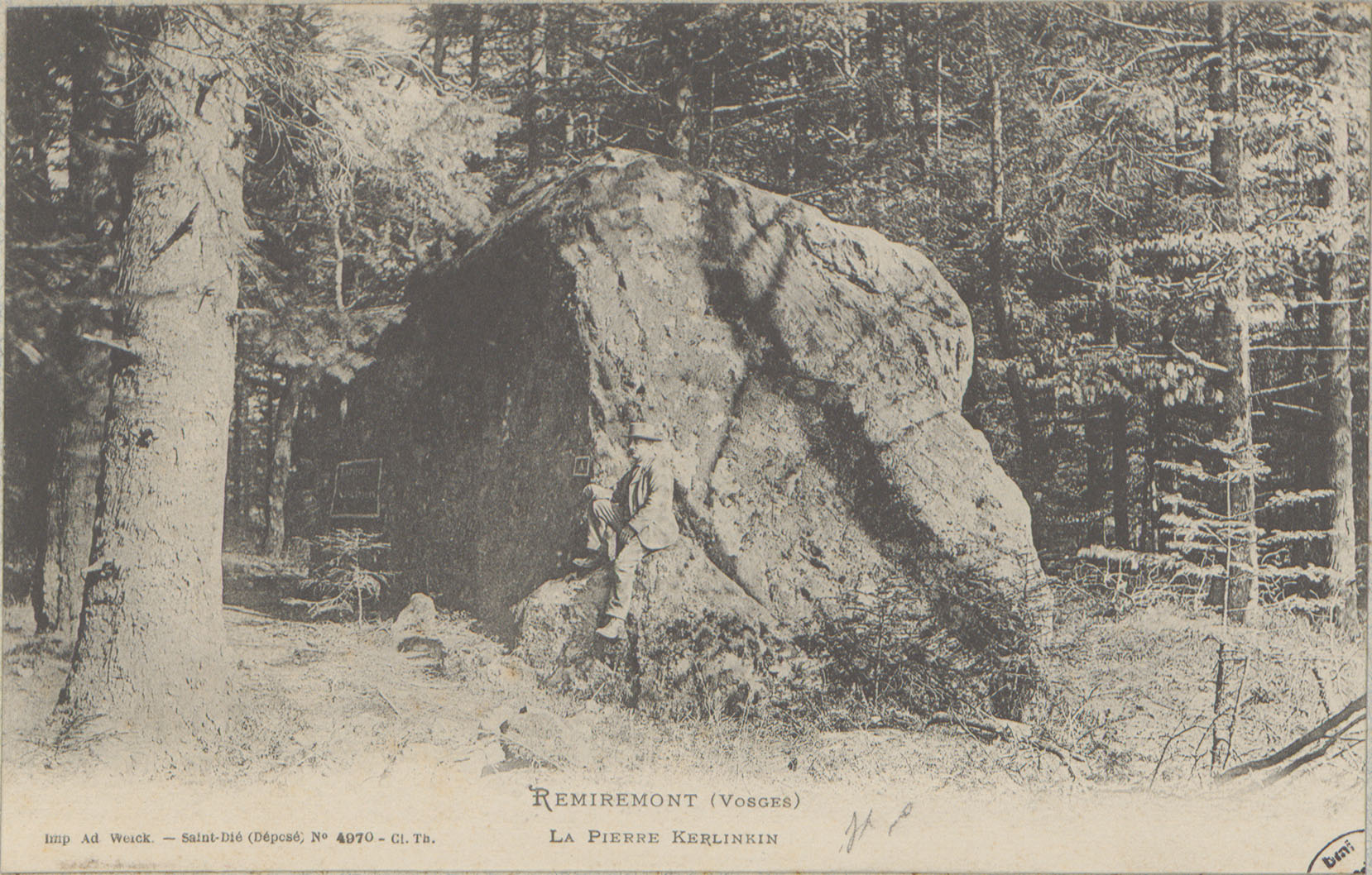
La Pierre Kerlinkin.

#### Monuments et sites remarquables
La commune compte quatre lieux et monuments protégés au titre des monuments historiques et deux lieux et monuments recensés par le service régional de l'inventaire général du patrimoine culturel.
- Croix de Révillon ou de la Magdeleine

Cette croix monumentale en pierre, date du XVIe siècle. Située à la sortie du hameau, sur l'ancienne RN 66, elle est inscrite sur l’inventaire supplémentaire des monuments historiques par arrêté du 25 avril 1942.
- Le site archéologique et la chapelle[149], situés sur le sommet du Saint-Mont

Ce site est situé à cheval sur les territoires des communes de Saint-Étienne-lès-Remiremont et Saint-Amé. Il est inscrit sur l’inventaire des sites par arrêté du 25 janvier 1944, puis sur l’inventaire supplémentaire des monuments historiques par arrêté du 7 juillet 1995. La chapelle du Saint-Mont contient un sarcophage en pierre d'époque mérovingienne qui aurait été réutilisé en 1077 pour l'inhumation de l'abbesse Gunégonde de Remiremont.
- La Pierre Kerlinkin[151] (En breton, Kerlinkin signifie « la pierre de Merlin »[152]), entre le Morthomme et la chapelle Sainte-Sabine.

- Le pont des Fées[153],[154],[155],[156]

Cet ouvrage est inscrit sur l’inventaire supplémentaire des monuments historiques depuis le 4 février 1988, il est constitué de vestiges gallo-romains et d’époques postérieures,,.

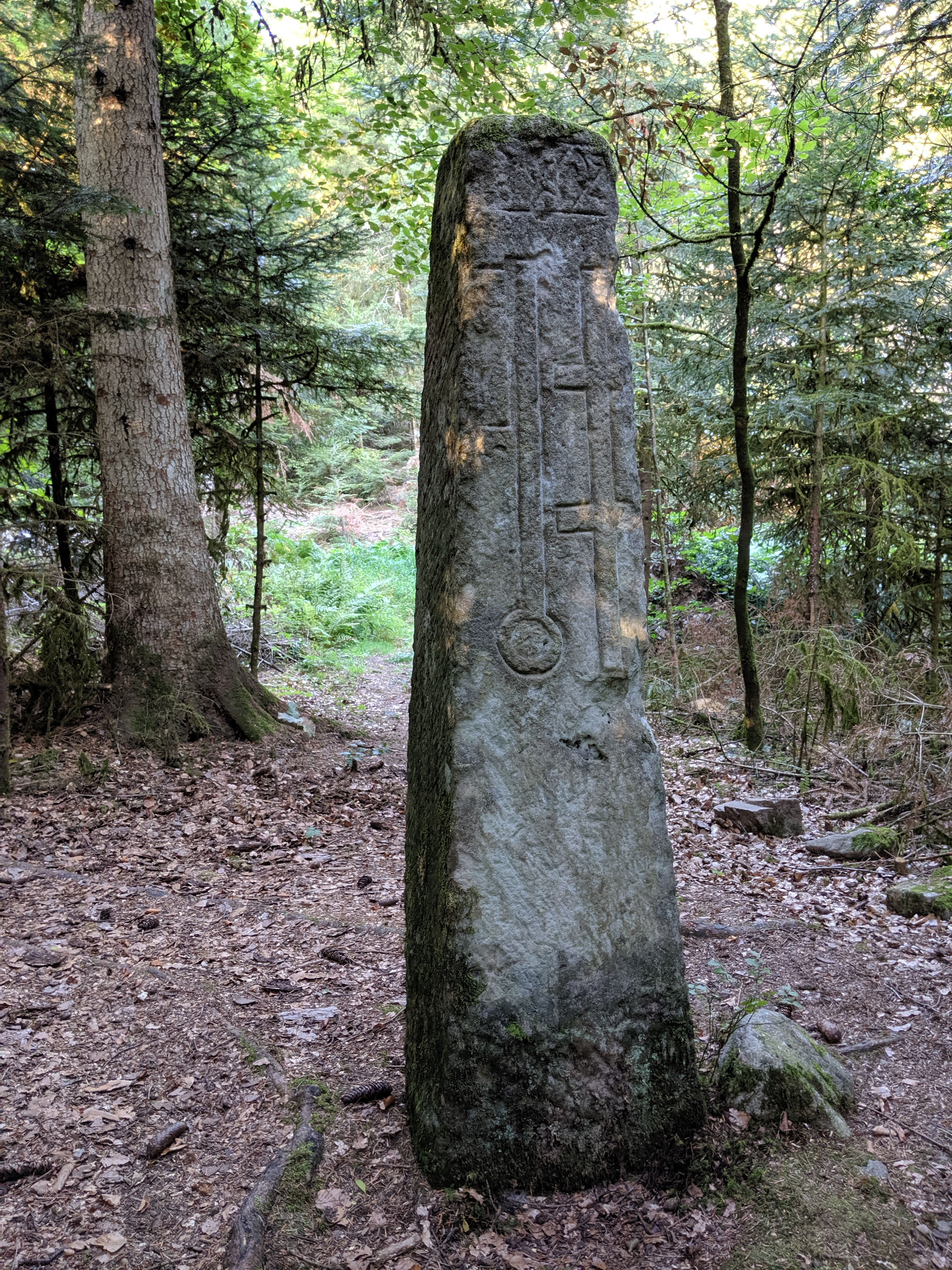
La haute Borne.

- La « Haute Borne »[160]

Des bornes en grès délimitent les territoires respectifs des chanoinesses et des ducs. Celle dite la « Haute Borne », qui date de 1492, est classée au titre des monuments historiques depuis le 1er mars 1966,. On distingue sur celle-ci les clefs du chapitre des dames, la croix du duché de Lorraine et la date de 1492.
- Ferme

Cette ferme, situé au lieu-dit Pré-Peltier date de 1777.
- Groupe de 17 maisons et fermes

Ces maisons et fermes sont datées des années 1796, 1827, 1843, 1851, 1862 et 1865.
Au village :
- Monument en hommage aux siècles passés[165].
- L'église de l’Invention[166] :

L'Église de l’invention date du XVIIIe siècle, consacrée en 1759.
- Monuments aux morts[168],[169],[170].
- Grotte de Lourdes[171],[172] :

Grotte érigée en ex-voto, dans le site derrière l'église, par M. l'abbé Michel et ses paroissiens. Consacrée en 1759, la grotte a été bénie par Monseigneur Émile Blanchet le 6 juin 1943.
Dans les hameaux :
- Chapelle Sainte-Claire et à proximité

La chapelle a été bâtie vers 1730 par les chanoines qui habitaient le Saint-Mont. Cette chapelle, comme en témoigne l’inscription au-dessus de la porte, a été dédiée à sainte Claire (la troisième abbesse du Saint-Mont) et à saint Romaric (l’un des fondateurs du monastère). C’est vers la fin du XIe siècle que le monastère d’hommes disparut.
Étang, creusé en 1731, à proximité de la chapelle Sainte-Claire,
Auberge Saint Romary et ses 4 colonnes du XIe s, et peut-être même antérieures, réemployées dans l'ancienne ferme Saint-Romary.
Pavillon du XVIIIe siècle avec son escalier extérieur clos recouvert de tavaillons, situé entre la chapelle et la ferme restaurant.
- À 500 mètres environ de l'auberge de Saint-Romaric, à proximité de l'ancienne ferme de la Piotte, ancienne métairie des chanoines, une petite chapelle construite en 1690[176] et son arbre remarquable[177],
- La chapelle des arts de la Suche (chapelle Notre-Dame d’Espérance), construite en 1954[132],[178].

Sur le flanc méridional du Saint-Mont :
- Fontaine « miraculeuse » dite de Sainte-Claire.
- Chapelle Sainte-Sabine, qui peut s'atteindre également par Cleurie[179],[180].

Cette chapelle a été construite au XVIIIe siècle sur l'oratoire primitif, au lieu-dit Sainte-Sabine, sur la montagne du Fossard,, du XVIIIe siècle, avec éléments du XI ou XIIe siècle. Un pèlerinage s'y tient le dernier samedi du mois d'août. À proximité de la chapelle se trouve la fontaine miraculeuse.
Autres lieux patrimoniaux :
- Pierre « Kerlinkin »[186], située entre le Morthomme et la chapelle Sainte-Sabine[187],[188], datée de l'ère préhistorique, menhir ou pierre dressée, portant des inscriptions druidiques, dans le massif du Fossard[189], vient de cairn (tas de pierres). Deux menhirs dits Pierres-Fittes sont classés monuments historiques par liste de 1889[190].
- Site néolithique du Moury dans la forêt du Fossard[191],[192].
- Casernes Marion et Victor, construites de 1884 à 1892[193].

- 1492 Haute borne
- Au VIIe siècle « Sancti Stépha »
- 1759 L’église est consacrée

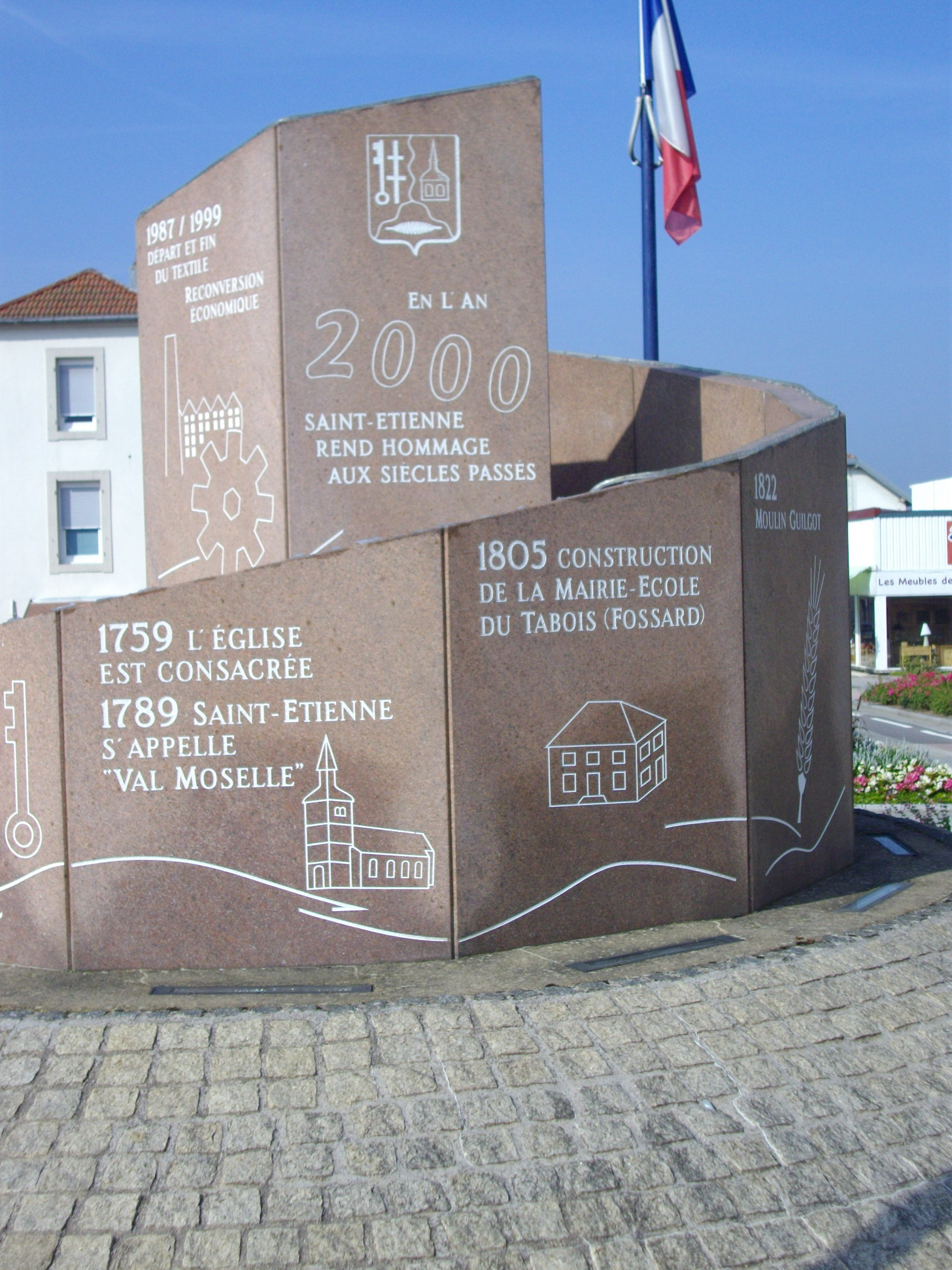
L'histoire de Saint-Étienne-lès-Remiremont.

- 1789 Saint-Étienne s’appelle Val Moselle
- 1805 Construction de la mairie-école du Tabois (Fossard)
- 1822 Moulin Guilgot
- 1844 Naissance du textile à Saint-Étienne
- 1856 Le Moulin devient usine textile
- 1878 Reprise des Grands moulins par Géliot
- 1884-1892 Construction des casernes Marion et Victor
- 11 avril 1937 Saint-Étienne devient Saint-Étienne-lès-Remiremont
- 25 septembre 1944 Libération de Saint-Étienne – Fusillade de Ménafaing
- Septembre 1977 Arrivée de la gendarmerie mobile -5e et 15e BCP[194].
- 1987 – 1999 : départ et fin du textile – Reconversion économique.
- 26 décembre 2000 (jour de la Saint-Étienne) : inauguration, en présence du conseil municipal et par MM. Christian Poncelet, Prėsident du Sénat et du conseil général des Vosges, et Jean Valroff, maire, du monument érigé à l'intersection de la Grand'rue et de la rue des 5e et 15e BCP et, par un rappel des grandes dates ayant marqué la localité depuis le VIIe siècle, célèbre son entrée dans le XXIe siècle.

### Légendes et traditions populaires
Les légendes, traditions populaires, réalités historiques étayées par des recherches documentaires et archéologiques et de nombreux circuits de randonnées balisés par le « Club vosgien » ont assuré aux différents sites de la commune une notoriété certaine,.

## Personnalités de Saint-Étienne-lès-Remiremont
- Gabriel Buzlin (Bucelin ou Bucelinus) Durant ses voyages il a réalisé un journal agrémenté de dessins d’abbayes et en particulier celui de l'abbaye du Saint-Mont[198]. Il fut prieur de Saint-Jean de Feldkirch (Vorarlberg) (Autriche), qui dépendait de l’abbaye de Weingarten.
- Adrien Bailly[199] (1875-1955), directeur des écoles professionnelles de Thaon-les-Vosges et de Mulhouse, oncle de l'écrivain Henri Thomas.
- Paul George dit Georges Airelle[200] (1882-1947), instituteur, syndicaliste, auteur de plusieurs ouvrages.
- Charles Guyon, né à Saint-Étienne, conseiller général du Canton de Remiremont en 1888[201].
- Francis Martin, né le 27 février 1945 à Saint-Étienne-lès-Remiremont[202], auteur-éditeur de nombreux ouvrages[203].

### Héraldique
| Blason | Blasonnement : Tiercé ondé en pairle renversé au premier d'or à une clef et une croix de Lorraine de sable mise en pal ; au deuxième d'or à un clocher de gueules ajouré de sable et couvert d'argent ; au troisième d'argent à la quenouille de gueules mise en fasce. Commentaires : L'emblème stéphanois a été adopté en 1986. L'onde en pairle évoque la confluence des deux rivières, la clé et la croix rappellent l'histoire de la cité, le clocher très particulier est celui de l'église paroissiale construite au XVIIIe siècle et la quenouille représente l'industrie textile qui a présidé au développement de la ville. |

## Pour approfondir